# Tepuia intermedia
Tepuia intermedia là một loài thực vật có hoa trong họ Thạch nam. Loài này được Steyerm. miêu tả khoa học đầu tiên năm 1967.